# Kelebia
Kelebia é um município da Hungria, situado no condado de Bács-Kiskun. Tem 66,7 km² de área e sua população em 2015 foi estimada em 2.432 habitantes.